# John of Chishall

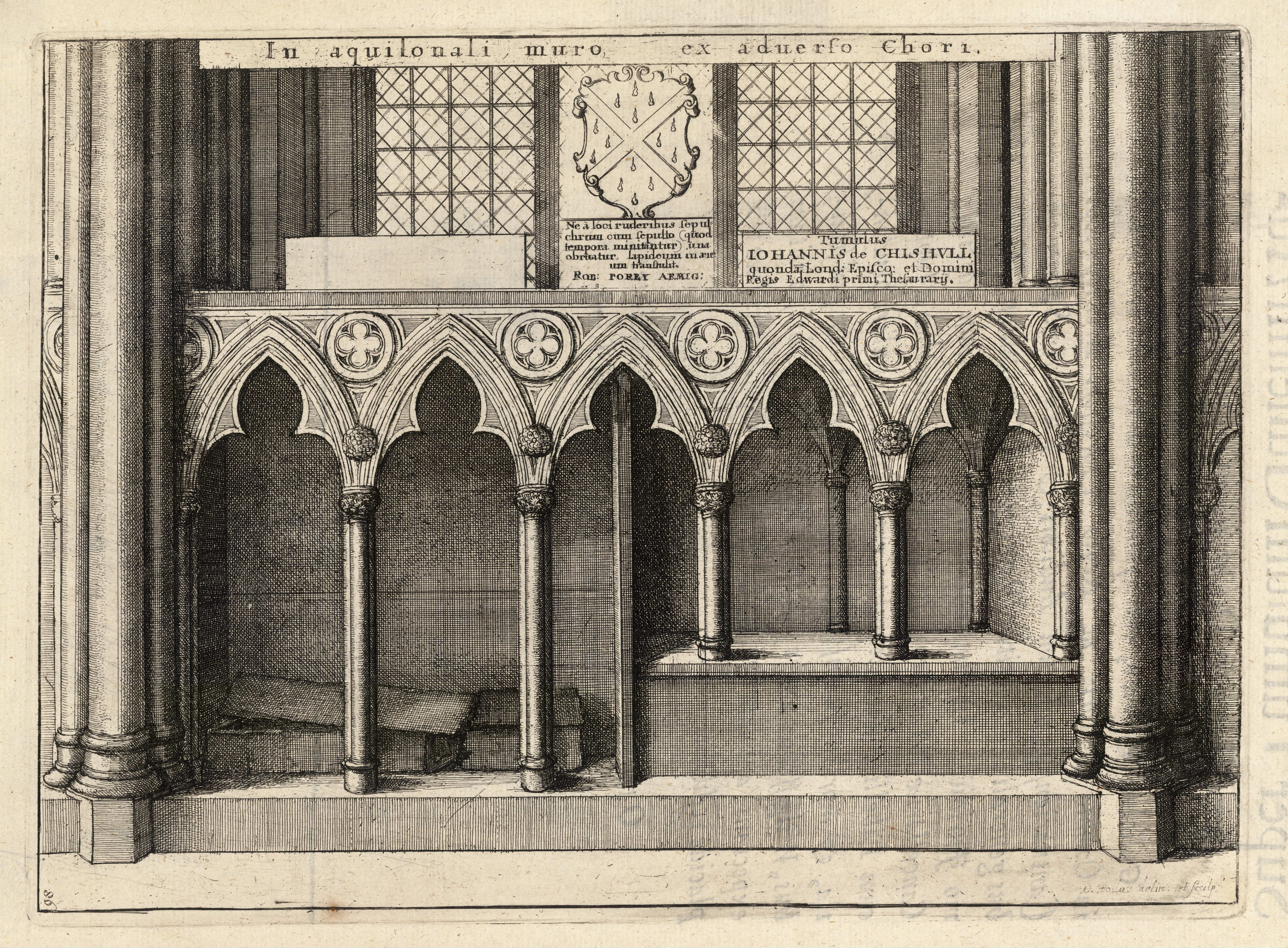
Grabdenkmal von John Chishall. Darstellung von Wenzel Hollar aus dem 17. Jahrhundert

John of Chishall (auch Chishull) (* vor 1252 in Chishall; † 7. Februar 1280) war ein englischer Geistlicher. Er bekleidete mehrere hohe Staatsämter, darunter von 1263 bis 1265 sowie von 1268 bis 1269 das Amt des königlichen Kanzlers. Ab 1273 war er Bischof von London.

## Herkunft und Aufstieg als königlicher Beamter
John of Chishall stammte vermutlich aus Essex, wo er wohl in Chishall, einem Dorf zwischen Royston und Walden geboren wurde. Vor 1252 hatte er bereits das Amt des Rektors von Isleham in Cambridgeshire, doch tatsächlich diente er als königlicher Beamter, vermutlich für Peter Chaceporc, dem Keeper of the King’s Wardrobe. 1253 und 1254 arbeitete Chishall eng mit Chaceporc zusammen, der ihn zu seinem Testamentsvollstrecker ernannte. In den 1250er Jahren diente Chishall König Heinrich III. auch häufig als Anwalt in kirchlichen Streitfällen sowie als Verwalter von vakanten Abteien. Der König dankte ihm 1257 seine Dienste mit der Übergabe der Einkünfte der Pfarrei von Upwell in Norfolk. Ende 1259 begleitete Chishall den König als Kanzleibeamten nach Frankreich, wo der Vertrag von Paris besiegelt wurde. Als der König im November 1262 wieder in Frankreich weilte, diente Chishall kurzzeitig als Keeper of the Great Seal. Vor Januar 1263, vielleicht auch schon vor Juli 1262, war Chishall zum Archidiakon von London ernannt worden.

## Rolle im Krieg der Barone
Ab 1258 befand sich Heinrich III. im Konflikt mit einer Adelsopposition, in den auch der französische König Ludwig IX. involviert wurde. Im Januar 1263 reiste Chishall zusammen mit Imbert de Montferrand nach Paris, um dem französischen König einen Antwortbrief von Heinrich III. zu überbringen, in dem es um den vorgeschlagenen Ausgleich mit der Adelsopposition ging. Ende 1263 gehörte Chishall zu den Kanzleibeamten, die das Schreiben von Heinrich III. aufsetzten, in dem der englische König dem Schlichtungsversuch des französischen Königs im Konflikt mit der Adelsopposition zustimmte. Vor November 1263 wurde Chishall Chancellor of the Exchequer und in diesem Monat diente er kurzzeitig als King’s Treasurer. Noch vor Ende November ernannte ihn der König stattdessen zum Kanzler von England. Dieses Amt behielt Chishall während des wenig später beginnenden Zweiten Kriegs der Barone, bis er am 25. Februar 1265 von Thomas de Cantilupe abgelöst wurde. Im Krieg der Barone hatte sich im Mai 1264 die von Simon de Montfort geführte Adelsopposition die Macht erkämpft, nachdem der König in der Schlacht von Lewes in ihre Gewalt geraten war. Montfort, der neue Machthaber Englands, ernannte Chishall am 7. Februar 1265 als Nachfolger von John Mansel zum Propst von Beverley. Im August 1265 besiegte die königliche Partei das Heer Montforts in der Schlacht von Evesham, in der Montfort fiel. Damit war der Bürgerkrieg zugunsten der königlichen Partei entschieden. Heinrich III. selbst bestätigte im November 1265 Chishalls Ernennung zum Propst von Beverley. Als der Earl of Gloucester im Frühjahr 1267 zugunsten der verbliebenen Rebellen, den sogenannten Enterbten, London besetzte, veröffentlichte Chishall als Archidiakon von London die Exkommunikation, die der päpstliche Legat Ottobono Fieschi Friedensbrechern angedroht hatte.

## Erneuter Dienst als Kanzler und Treasurer
Im Sommer 1268 gehörte Chishall zu den königlichen Gesandten, die im walisischen Montgomery Streitigkeiten über den im Vorjahr mit dem walisischen Fürsten Llywelyn geschlossenen Vertrag von Montgomery beilegen sollten. Zwischen dem 17. August und dem 29. Oktober 1268 wurde Chishall zum Dekan der Londoner St Paul’s Cathedral gewählt. Am 30. Oktober 1268 ernannte ihn der König erneut zum Kanzler. Dieses Amt übte er bis zum 29. Juli 1269 aus. Am 6. Februar 1270 übernahm er wieder das Amt des King’s Treasurer. In diesem Amt setzte er schon bald eine durchgreifende Reform der Führung der Pipe Rolls durch, ehe er im Juni 1271 das Amt niederlegte. Im Herbst 1270 nahm er stellvertretend für den König den Treueeid der Bürger der City of London entgegen.

## Bischof von London

### Wahl zum Bischof
Als Ende 1273 Henry of Sandwich, Bischof von London starb, waren weder der neue König Eduard I. noch der neue Erzbischof Robert Kilwardby in England. Daraufhin nutzte das Kathedralkapitel die ungewohnte Freiheit, um in freier Wahl einen neuen Bischof zu wählen. Aus der Gascogne bestätigte Eduard I., dass das Kathedralkapitel einen neuen Bischof wählen durfte, worauf am 7. Dezember 1273 Chishall zum neuen Bischof der Diözese London gewählt wurde. Vorsichtshalber reiste Chishall selbst in die Gascogne, um dort die Bestätigung seiner Wahl durch den König einzuholen. Nachdem er diese erhalten hatte, holte er auch die Zustimmung von Erzbischof Kilwardby ein, der auch erlaubte, dass Chishall einen Bischof auswählen durfte, der ihn zum Bischof weihte. Am 29. April 1274 wurde Chishall von Godfrey Giffard, Bischof von Worcester in der Kapelle des Lambeth Palace zum Bischof geweiht. Noch am gleichen Tag setzte Chishall mit einem Boot nach London über und wurde in der St Paul’s Cathedral inthronisiert. Mit seiner Erhebung zum Bischof hatte er seine bisherigen geistlichen Ämter niedergelegt.

### Wirken als Bischof
Vermutlich war Chishall bereits alt oder kränkelnd, als er sein Amt antrat. Somit ist über seine Tätigkeit als Bischof wenig bekannt. Während seiner Amtszeit wurde die Lady Chapel am Ostende der St Paul’s Cathedral errichtet. 1276 gehörte er zu den Ratgebern, die Eduard I. rieten, keine weiteren Entschuldigungen von Fürst Llywelyn zu akzeptieren, der immer noch nicht dem König als Oberherrn gehuldigt hatte. Chishall selbst unterzeichnete eine Ermahnung der englischen Bischöfe an Llywelyn, die überfällige Huldigung zu erfüllen. Da Llywelyn dennoch dem König nicht huldigte, unterwarf der König 1277 Wales in einem Feldzug, an dem auch das Aufgebot der Diözese London teilnahm. 1278 nahm Chishall an der erneuten Weihe der Kathedrale von Norwich teil, die bei einer Revolte 1272 schwer beschädigt worden war. Danach trat er öffentlich fast nicht mehr in Erscheinung. Zwar berief er als Dekan der Kirchenprovinz Canterbury 1279 eine Versammlung der Bischöfe nach Reading und als Bischof eine Versammlung der Geistlichen der Diözese London ein, um eine Steuer der Geistlichkeit zugunsten des Königs zu bewilligen, doch der neue Erzbischof John Pecham erkannte bald, das Chishall kaum noch fähig war, sein Amt auszuüben. Im November 1279 erließ Pecham eine ergänzende Verfügung für die Nonnen von Barking Abbey, womit er offen die milden Vorschriften von Chishall kritisierte. Anschließend unternahm er als Erzbischof sofort eine Visitation von St Paul’s, die ihn vollends von Chishalls Gebrechlichkeit überzeugte. Kurz vor Chishalls Tod übergab Pecham am 2. Februar 1280 dem Schatzmeister von St Paul’s das bischöfliche Siegel zur Verwahrung. Am 6. Februar ermächtigte er, in Abstimmung mit dem Dekan der Kathedrale und mit Fulk Lovel, dem Archidiakon von Colchester, den Schatzmeister, anstelle des Bischofs zu handeln. Am nächsten Tag starb Chishall. Er wurde in der St Paul’s Cathedral beigesetzt.